# گروه A جام ملت‌های آسیا ۲۰۱۹
گروه A جام ملت‌های آسیا ۲۰۱۹ که مسابقاتش از ۵ تا ۱۴ ژانویه ۲۰۱۹ برگزار شد.این گروه شامل میزبان این تورنمنت، امارات متحده عربی و تیم‌های تایلند، هند و بحرین بودند.دو تیم برتر این گروه و احتمالاً تیم سوم این گروه (در صورتی که در رتبه‌بندی تیم‌های سوم بین چهار تیم برتر قرار گیرد)، به مرحله‌ی یک‌هشتم نهایی راه یافتند.

## تیم‌ها
| جایگاه در سید | تیم               | منطقه | نحوه صعود                | تاریخ صعود     | تعداد حضور | آخرین حضور         | بهترین عملکرد     | رتبه در فیفا | رتبه در فیفا |
| جایگاه در سید | تیم               | منطقه | نحوه صعود                | تاریخ صعود     | تعداد حضور | آخرین حضور         | بهترین عملکرد     | آوریل ۲۰۱۸   | دسامبر ۲۰۱۸  |
| ------------- | ----------------- | ----- | ------------------------ | -------------- | ---------- | ------------------ | ----------------- | ------------ | ------------ |
| A۱            | امارات متحدهٔ عربی | WAFF  | میزبان                   | ۹ مارس ۲۰۱۵    | ۱۰ بار     | ۲۰۱۵ (مقام سوم)    | نایب‌قهرمان (۱۹۹۶) | ۸۱           |              |
| A۲            | تایلند            | AFF   | تیم اول گروه F مرحله دوم | ۲۴ مارس ۲۰۱۶   | ۷ بار      | ۲۰۰۷ (مرحله گروهی) | مقام سوم (۱۹۷۲)   | ۱۲۲          |              |
| A۳            | هند               | SAFF  | تیم اول گروه A مرحله سوم | ۱۱ اکتبر ۲۰۱۷  | ۴ بار      | ۲۰۱۱ (مرحله گروهی) | نایب‌قهرمان (۱۹۶۴) | ۹۷           |              |
| A۴            | بحرین             | WAFF  | تیم اول گروه E مرحله سوم | ۱۴ نوامبر ۲۰۱۷ | ۶ بار      | ۲۰۱۵ (مرحله گروهی) | مقام چهارم (۲۰۰۴) | ۱۱۶          |              |

یادداشت
1. ↑  رتبه‌بندی آوریل ۲۰۱۸ در سیدبندی استفاده شد.

## جدول
| رتبه | تیم                   | بازی | ب | م | ش | گ‌ز | گ‌خ | ت  | ام | راه‌یابی                                |
| ---- | --------------------- | ---- | - | - | - | -- | -- | -- | -- | -------------------------------------- |
| ۱    | هند                   | ۱    | ۱ | ۰ | ۰ | ۴  | ۱  | ۳+ | ۳  | صعود به مرحله حذفی                     |
| ۲    | بحرین                 | ۱    | ۰ | ۱ | ۰ | ۱  | ۱  | ۰  | ۱  | صعود به مرحله حذفی                     |
| ۳    | امارات متحدهٔ عربی (م) | ۱    | ۰ | ۱ | ۰ | ۱  | ۱  | ۰  | ۱  | احتمال صعود به مرحله حذفی بر اساس رتبه |
| ۴    | تایلند                | ۱    | ۰ | ۰ | ۱ | ۱  | ۴  | ۳– | ۰  |                                        |

اولین مسابقه(ها) در ۵ ژانویه ۲۰۱۹ برگزار خواهد شد. منبع : ای‌اف سی

(م) میزبان.
در مرحله یک‌هشتم نهایی:
- تیم اول گروه A به مصاف تیم سوم گروه C، گروه D یا گروه E رفت.
- تیم دوم گروه A به مصاف تیم دوم گروه C رفت.
- تیم سوم گروه A احتمالاً به مصاف تیم اول گروه B یا گروه C می‌رفت.

## مسابقات
همه زمان‌ها یوتی‌سی+۴ می‌باشد.

### امارات متحده عربی مقابل بحرین
| امارات متحدهٔ عربی | مسابقه ۱ | بحرین |
| ----------------- | -------- | ----- |
|                   | گزارش    |       |

### تایلند مقابل هند
| تایلند | مسابقه ۳ | هند |
| ------ | -------- | --- |
|        | گزارش    |     |

### بحرین مقابل تایلند
| بحرین | مسابقه ۱۳ | تایلند |
| ----- | --------- | ------ |
|       | گزارش     |        |

### هند مقابل امارات متحده عربی
| هند | مسابقه ۱۵ | امارات متحدهٔ عربی |
| --- | --------- | ----------------- |
|     | گزارش     |                   |

### امارات متحده عربی مقابل تایلند
| امارات متحدهٔ عربی | مسابقه ۲۵ | تایلند |
| ----------------- | --------- | ------ |
|                   | گزارش     |        |

### هند مقابل بحرین
| هند | مسابقه ۲۶ | بحرین |
| --- | --------- | ----- |
|     | گزارش     |       |